# Filipa ze Champagne
Filipa ze Champagne, paní z Rameruptu a z Venizy (1197 – 20. prosinec 1250) byla třetí dcerou královny Isabely Jeruzalémské a Jindřicha II., hraběte ze Champagne. Jejím manželem byl Erard z Brienne-Ramerupt, který ji povzbudil k uplatnění nároku na hrabství Champagne, které patřilo jejímu bratranci Theobaldovi IV., který byl ještě nezletilý. To vyvolalo konflikt s Theobaldovou matkou, regentkou, Blankou Navarrskou, který vypukl v otevřenou válku známou jako Válka o dědictví champagneské. Blančin syn Theobald, který byl podporován francouzským králem Filipem II., Fridrichem II., císařem Svaté říše římské a Odou III. Burgundským, nakonec zvítězil. Filipa se v dubnu 1222 svých nároků vzdala, ale Theobald byl nucen Erardovi a Filipě zaplatit velkou peněžní částku a udělit jim práva v kraji.
Společně měla Filipa s Erardem sedm dcer a dva syny.

## Rodina
Filipa se narodila okolo roku 1197 jako nejmladší dcera Jindřicha II., hraběte ze Champagne a Isabely I. Jeruzalémské. Jejími prarodiči z otcovy strany byli hrabě Jindřich I. ze Champagne a Marie Francouzská, dcera krále Ludvíka VII. a Eleonory Akvitánské, a z matčiny strany král Amaury I. Jeruzalémský a Marie Komnenavna. Měla dvě starší sestry, Markétu ze Champagne (zemřela v dětství) a Alice ze Champagne, která byla manželkou Huga I. Kyperského a měla s ním potomky. Filipa měla také starší nevlastní sestru Marii z Montferratu z matčina druhého manželství s Konrádem z Montferratu. Když bal Filipě jeden rok, zemřel jí otec pádem z okna prvního patra v Akkonu. Kraj Champagne po něm zdědil jeho mladší bratr Theobald III. ze Champagne. Po Jindřichově smrti se Isabela počtvrté provdala, a to za Amauryho II. Jeruzalémského. Z manželství vzešli tři potomci, Filipinini další nevlastní sourozenci: Sibyla, Melisenda a Amaury. V roce 1205 její matka, nevlastní otec i malý nevlastní bratr zemřeli a tak v osmi letech Filipa zcela osiřela. Nevlastní sestra Marie z Montferratu se stala novou jeruzalémskou královnou.

## Manželství a potomci
15. srpna 1214 se Filipa stala druhou manželkou Erarda I. z Brienne, pána z Rameruptu a Vénizy, mocného šlechtice ze Champagne ve Francii. Pár se vzal tajně, papež Inocenc III. totiž manželství z důvodu blízkého příbuzenství zakázal. Papež Inocenc byl podnícen machinacemi Filipininy tety Blanky Navarrské, která se chopila Erardova léna. Krátce po svatbě Erard Filipu povzbudil v nárocích na hrabství Champagne, které zdědil její bratranec, nezletilý Theobald IV. ze Champagne. Jeho matka, regentka Blanka Navarrská prudce bránila synova práva, což brzy vedlo k otevřenému válčení. Na začátku roku 1216 se Erard s Filipou vrátili do Francie. Většina baronů v Champagne se shromáždila kolem Erarda a Filipy, nicméně na stranu Theobalda se postavil francouzský král Filip II., Fridrich II. Štaufský, císař Svaté říše římské a burgundský vévoda Odo. Příznivci Blanky a Theobalda přesvědčili papeže o tom, že rozvod královny Isabely s jejím prvním manželem, Homfroiem IV. z Toronu je neplatný, čímž jsou Filipa a její sestra Alice nelegitimní. Avšak platnosti rozvodu bylo nakonec vyhověno. Válka nakonec skončila v dubnu 1222, kdy Theobald dosáhl plnoletosti a Filipa byla nucena se svých nároků vzdát. Theobald byl však nucen zaplatit Erardovi, Filipě a Alici velké peněžní náhrady. Vedle štědrého finančního vypořádání byli Erard s Filipou osvobozeni od veškerého placení pohledávek exkomunikace. Alice i Filipa se poté plně vzdaly svých nároků na Champagne.
Erard s Filipou měli společně devět dětí:
- Jindřich z Brienne (zemřel 8. února 1250 v bitvě Al Mansurah), Signor z Rameruptu a Vénizy, jeho manželkou byla Markéta de Salins, se kterou měl dva syny.
- Erard z Brienne (zemřel v bitvě v roce 1250), jeho manželkou byla Matylda, se kterou měl jednu dceru.
- Marie z Brienne (1215-1251), jejím prvním manželem byl Gaucher, Sir de Nanteuil-la Fosse, se kterým měla tři děti, jejím druhým manželem byl Hugo II., Sir de Conflans, se kterým měla jednoho syna.
- Markéta z Brienne (zemřela v roce 1275), jejím manželem byl Dirk Van Beveren, Burggraf z Dixmuiden, se kterým měla několik dětí. Po jeho smrti se stala jeptiškou.
- Heloisa z Brienne
- Isabela z Brienne (zemřela v roce 1274/1277), jejím prvním manželem byl Jindřich V., hrabě z Grandpré, se kterým měla tři děti, jejím druhým manželem byl Jean de Picquigny, se kterým měla jednu dceru. Isabela byla předkem Ludvíka I. Flanderského.
- Jana z Brienne, dáma de Séans-en-Othe, jejím manželem se v roce 1250 stal Mathieu III., sir de Montmorency, se kterým měla pět dětí.
- Sibyla z Brienne, abatyše z Rameruptu
- Alix z Brienne

Filipa zemřela 20. prosince 1250, něco málo přes šest let po svém manželovi. Bylo jí padesát pět let.